# Statistics Canada

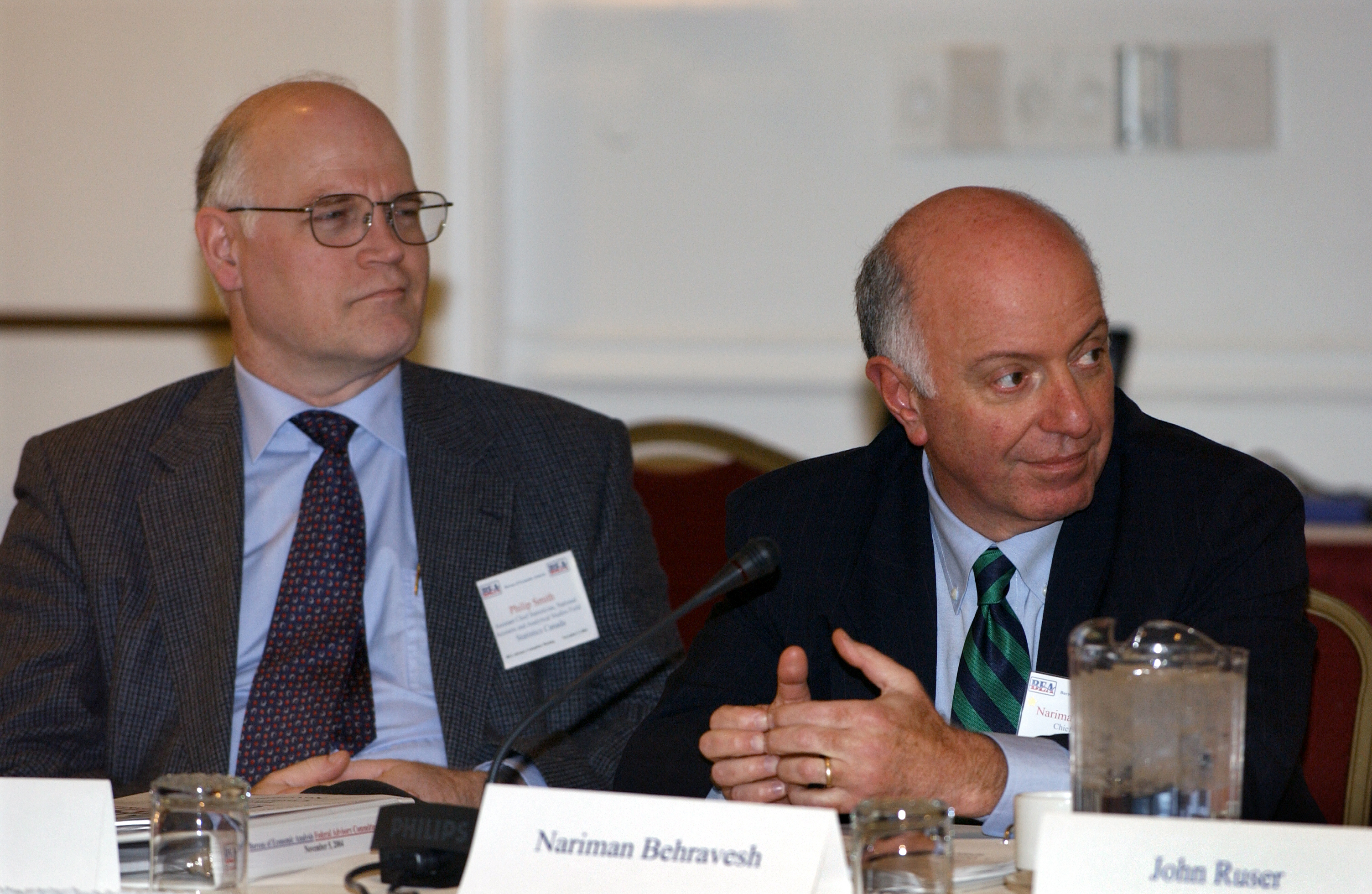
Os economistas Philip Smith (à esquerda) e Nariman Behravesh

Statistics Canada (em francês: Statistique Canada) é o departamento do governo federal do Canadá encarregado de produzir estatísticas sobre a população canadense, tais como sua economia, sociedade e cultura. Sua abreviação oficial é StatCan, embora StatsCan também seja usado. Tem sido considerado regularmente a melhor organização de estatísticas do mundo pela revista The Economist.